# Districte de la Riviera-Pays-d'Enhaut

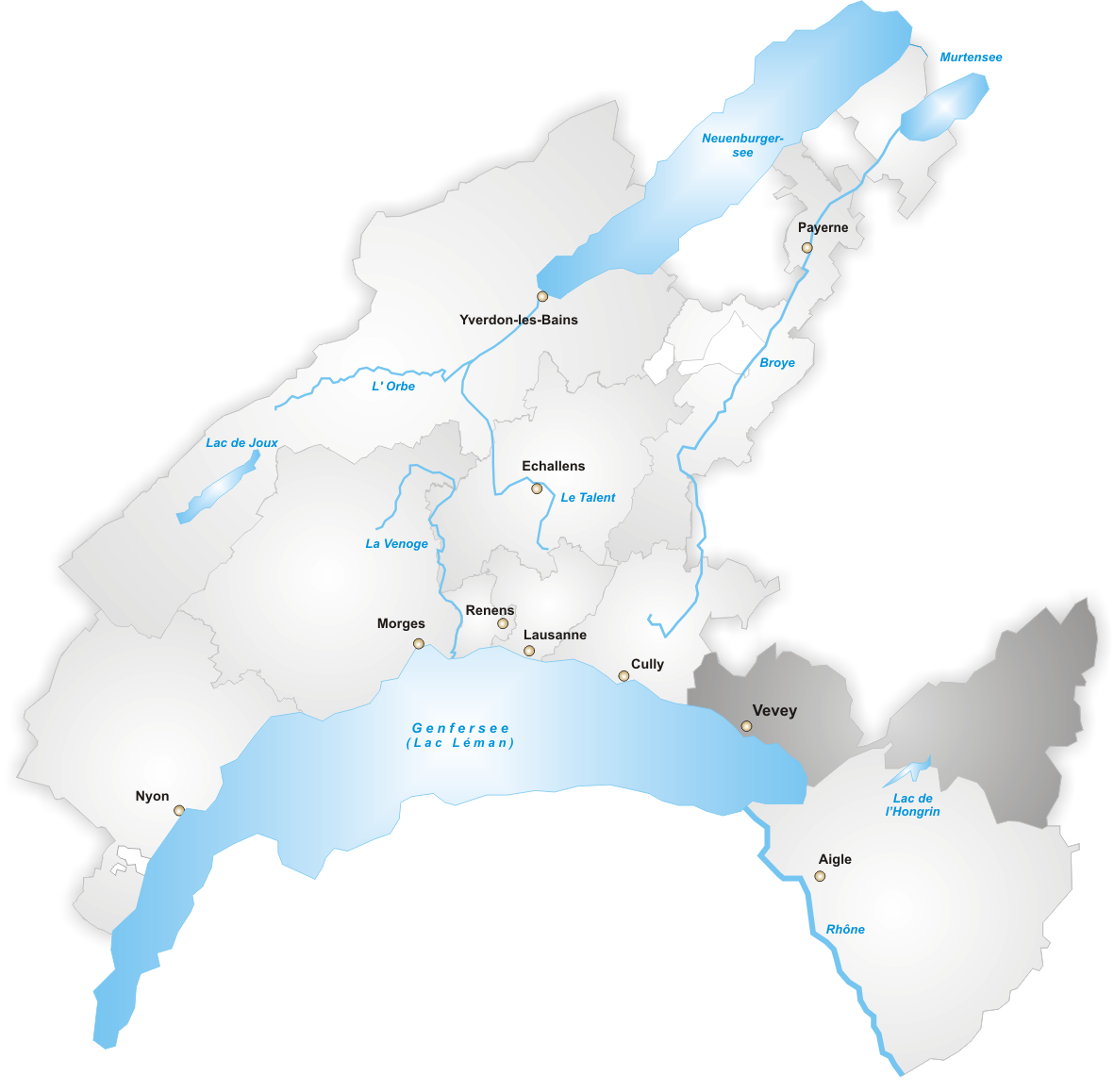
El districte de la Riviera-Pays-d'Enhaut

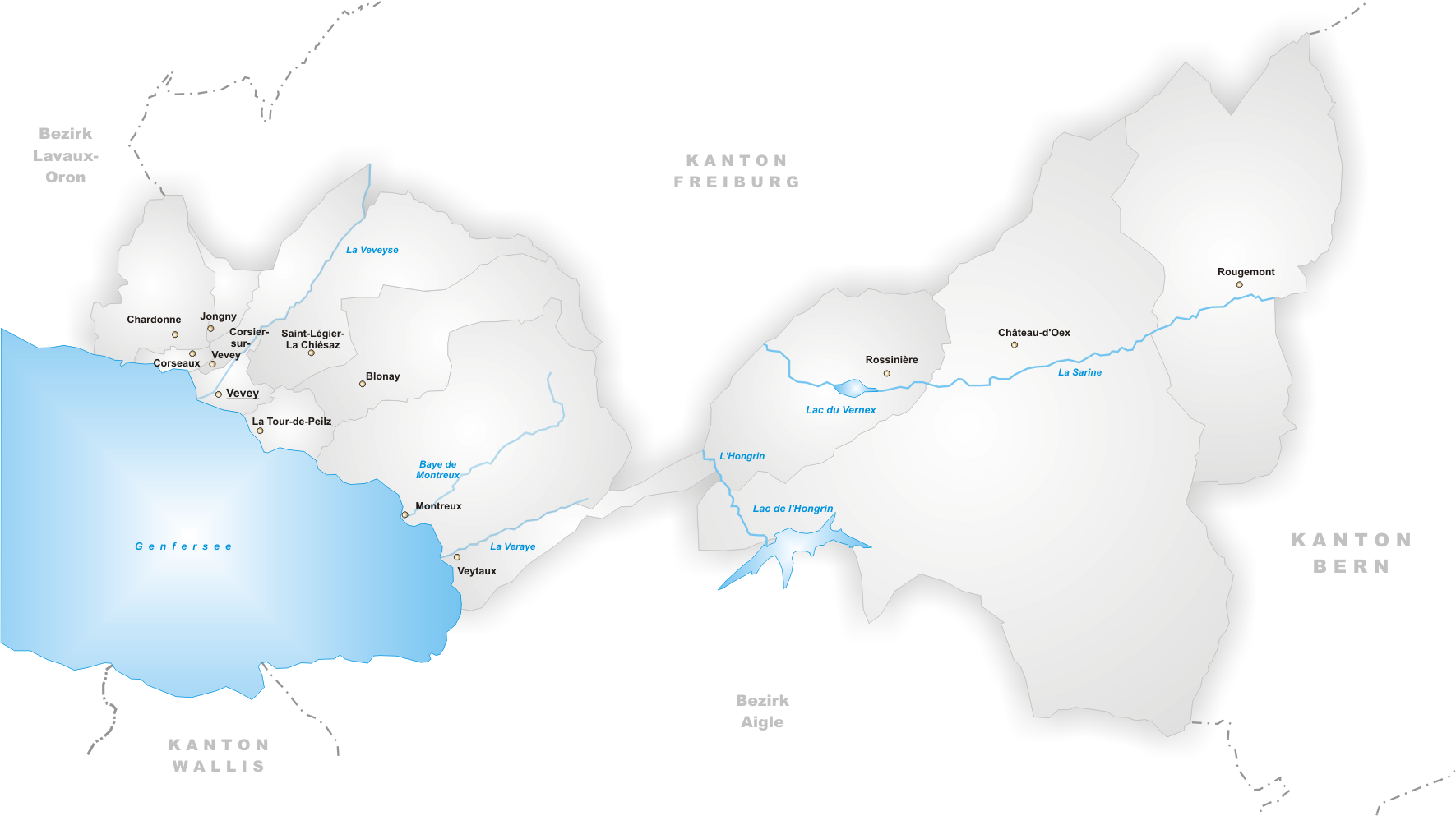
Municipis del Districte de la Riviera-Pays-d'Enhaut

El Districte de la Riviera-Pays-d'Enhaut és un dels deu districtes actuals del cantó suís de Vaud. Té 74347 habitants (cens del 2005) i 282,88 km². Està format per 13 municipis i el cap del districte és Vevey. Aquest districte va aparèixer en la reforma de 2008 a partir dels antics districtes de Vevey i de Pays-d'Enhaut.

## Municipis
- Blonay
- Chardonne
- Château-d'Oex
- Corseaux
- Corsier-sur-Vevey
- Jongny
- Montreux (Vaud)
- Rossinière
- Rougemont
- Saint-Légier-La Chiésaz
- La Tour-de-Peilz
- Vevey
- Veytaux